# فرانسينا شابيرو
فرانسين شابيرو (بالإنجليزية: Francine Shapiro)‏ معالجة نفسانية أمريكية، طورت العلاج بإزالة الحساسية لحركة العين وإعادة المعالجة، الذي له دور في علاج الاضطرابات المصاحبة للصدمة.